# Granger (Indiana)
Granger – jednostka osadnicza w Stanach Zjednoczonych, w stanie Indiana, w hrabstwie St. Joseph.